# Smittina chilensis
Smittina chilensis är en mossdjursart som beskrevs av Moyano 1991. Smittina chilensis ingår i släktet Smittina och familjen Smittinidae. Inga underarter finns listade i Catalogue of Life.